# 070 Shake

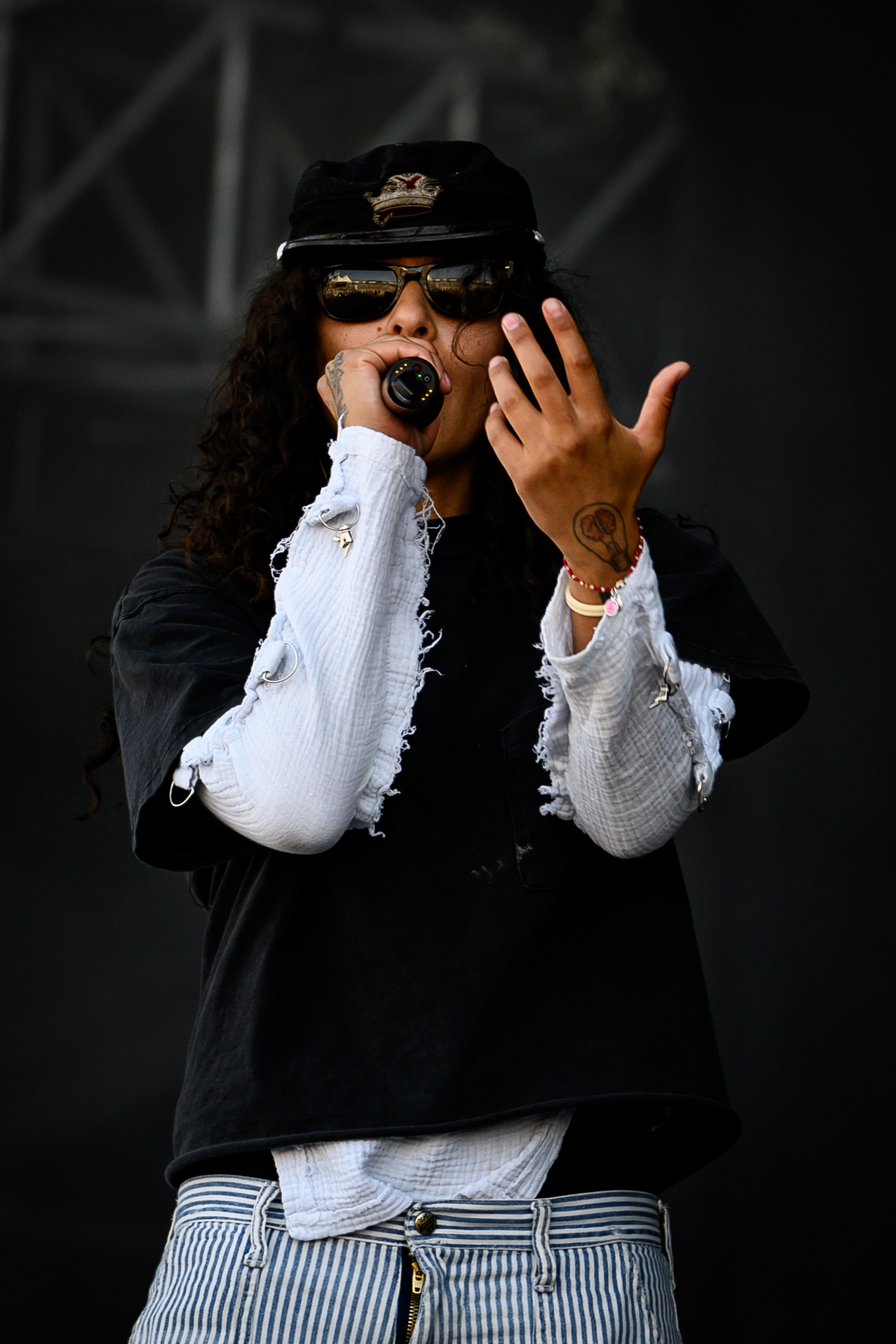
070 Shake auf dem Southside Festival 2025

070 Shake (* 13. Juni 1997 in North Bergen, New Jersey, bürgerlich Danielle Balbuena) ist eine US-amerikanische Rapperin.

## Biografie
Balbuena wuchs in North Bergen, einem Vorort New Yorks, auf und ging dort zur Highschool. 2015 schloss sie sich mit Freunden zusammen und gründete das Rap-Kollektiv 070, das sich an die Postleitzahl New Jerseys anlehnt. Sie begann erste Tracks zu schreiben und veröffentlichte Ende 2015 ihre Songs Swervin und PROUD, mit denen sie erste Aufmerksamkeit erlangte, auf Soundcloud.
2016 veröffentlichte sie weitere Singles (u. a. Honey und Trust Nobody) und wurde anschließend nach Gastauftritten, unter anderem bei Beyoncé und The 1975, bei Kanye Wests Label Good Music unter Vertrag genommen. Zudem ist sie 2018 auf Wests Album Ye vertreten. Der darauf enthaltene Song Ghost Town entwickelte sich zum ersten Charterfolg unter Mitwirkung der Musikerin, wodurch sie sich unter anderem in den USA, dem Vereinigten Königreich, Österreich und der Schweiz in den Hitparaden platzieren konnte, und in ihrem Heimatland mit Gold ausgezeichnet wurde.
Im gleichen Jahr veröffentlichte sie mit Glitter ihre erste EP, die sechs Tracks umfasst. Nach zwei Jahren erschien im Frühjahr 2020 mit Modus Vivendi das erste Album von 070 Shake.
Im Oktober 2022 veröffentlichte die Sängerin Raye in Zusammenarbeit mit 070 Shake ihre Single Escapism., die in den sozialen Netzwerken viral ging und Ende 2022 internationale Chartplatzierungen erreichte.

## Diskografie
Alben
- 2020: Modus Vivendi (Good Music)
- 2022: You Can‘t Kill Me
- 2024: Petrichor

EPs
- 2018: Glitter (Good Music)

Singles
- 2016: Make It There
- 2016: Sunday Night (feat. Phi)
- 2016: Bass for My Thoughts
- 2016: Honey
- 2016: Trust Nobody (Getting Out Of Our Dreams)
- 2016: Rewind
- 2017: Stranger
- 2017: Be Myself
- 2018: Accusations
- 2019: Morrow
- 2019: Nice To Have
- 2019: Under the moon (Good Music)
- 2020: Guilty Conscience (US: Gold)
- 2020: Guilty Conscience (Tame Impala Remix)
- 2021: Said
- 2022: Escapism. (Raye feat. 070 Shake)
- 2023: Coocon (Martin Garrix & Space Ducks Remix)
- 2023: Black Dress
- 2023: Black Dress (Anyma Remix)
- 2023: Natural Habitat (feat. Ken Carson)